# VSK-100
VSK-100 — белорусский автомат. Представляет собой карабин серии «Вепрь-1В» в автоматическом исполнении.
Автомат стал первым образцом стрелкового оружия белорусского производства, принятым на вооружение.

## История
В 2017 году ГВТУП «Белспецвнештехника» с дочерним предприятием ООО «БСВТ - новые технологии» начали работы по созданию в Белоруссии производств стрелкового оружия и боеприпасов. Одним из результатов работ стал автомат VSK-100. Производство началось в январе 2020 года, сборка проходит в деревне Станьково под Дзержинском. Патроны 7,62 x 39 мм для автомата также производятся в Белоруссии, а именно в Орше.
В ноябре 2020 года завершились полевые испытания стрелкового оружия и боеприпасов. В течение нескольких недель на базе 19-й отдельной механизированной бригады Северо-Западного оперативно командования по специальной методике проверялись автоматы VSK-100, VSK-100BP, патроны калибра 7,62 х 39 мм, 9 х 19 мм, а также пистолет ПВ-17. Была проведена отработка и на живучесть ствола, когда после нескольких тысяч выстрелов VSK-100 тестировали на точность и кучность боя. Помимо основных пунктов методики, автоматы проверялись еще по двум дополнительным – VSK-100 оснащался сошками и оптическими прицелами и применялся, как внештатная замена снайперской винтовки, использовался он и в варианте легкого ручного пулемета. Результаты стрельб показали, что при применении сошек и оптических прицелов характеристики по точности и кучности стрельбы у VSK-100 на дистанции в 100 метров увеличиваются до двух раз.
Гарантированный производителем ресурс ствола автомата VSK-100 составляет 20 тысяч выстрелов.

## Варианты
Разработана модель под патрон .223 Rem (5,56 x 45 мм), получившая наименование VSK-100-223.
В 2020 году был представлен автомат VSK-100BP с компоновкой булл-пап.
В июне 2021 года представлена модификация SMAR-100BPM.

## Страны-эксплуатанты
- Беларусь — в начале 2021 года автомат принят на вооружение белорусской армии[8] и внутренних войск[9].
- Пакистан — в октябре 2021 года 406 автоматов VSK-100 поступили на вооружение полиции пакистанской провинции Хайбер-Пахтунхва[10].

Кроме того, в сентябре 2021 года прошли испытания автомата VSK-100-223 в Индонезии. На них присутствовал заместитель командующего морской пехотой бригадный генерал Энди Супарди. Оружие подвергалось стрельбе после погружения в морскую воду, грязь и песок. Планировалось, что VSK-100-223 поступит на вооружение морской пехоты.